# 熊谷守一

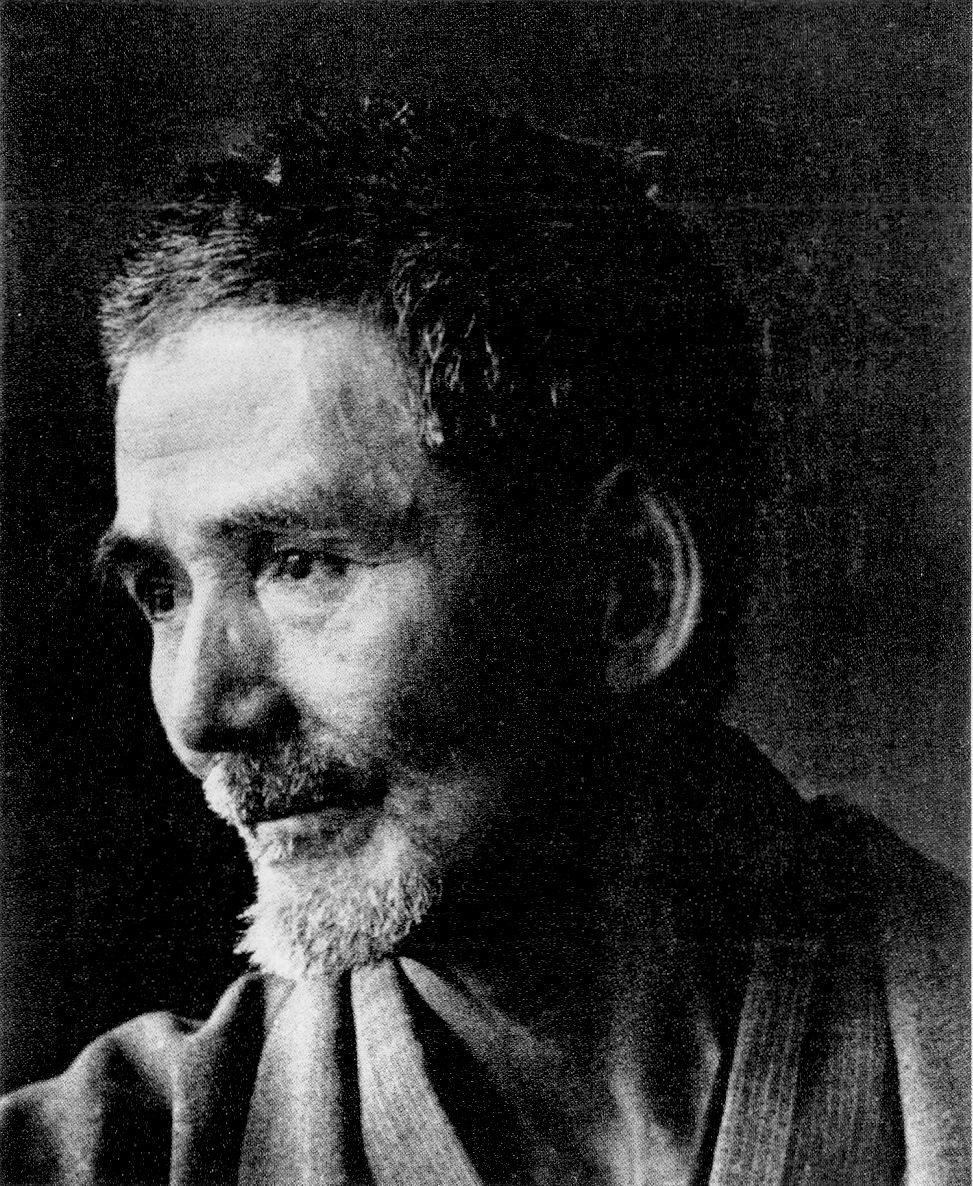
1942年（安井仲治撮影）

熊谷 守一（くまがい もりかず、1880年〈明治13年〉4月2日 - 1977年〈昭和52年〉8月1日）は、日本の画家。日本の美術史においてフォービズムの画家と位置づけられている。しかし作風は徐々にシンプルになり、晩年は抽象絵画に接近した。富裕層の出身であるが極度の芸術家気質で貧乏生活を送り、「二科展」に出品を続け「画壇の仙人」と呼ばれた。勲三等（辞退）、文化勲章（辞退）。

## 経歴
1880年（明治13年）4月2日、機械紡績を営む事業家で地主の父熊谷孫六郎と母タイの三男（7人兄弟の末っ子）として岐阜県恵那郡付知（現・中津川市付知町）に生まれた。子供時代から絵を好んだ。父親の孫六郎は学も財もない中から製糸業で成功し、岐阜県会議員となり、1885年（明治18年）には同議長を務め、人口不足のため市制が布されなかった岐阜の将来のため有力者に働きかけて市制実施運動を興し、近隣町村を合併して人口を増やし、私財を投じるなどして市制を実現し、1889年に初代岐阜市長に就任、1892年には衆議院議員に選出され、岐阜の名士となった人物。製紙工場のほか春牛社牧牛場などを経営する孫六郎は政治や商売に忙しく、守一が3歳のときに祖母や母から引き離して他の兄弟とともに熊谷製糸工場に隣接する岐阜市内の邸宅に住まわせ、妾の一人を「おかあさん」と呼ばせて養育させた。同家には、孫六郎の二人の妾と大勢の異母兄弟が暮らしていた。岐阜県尋常小学校に入学し、11歳のとき、濃尾地震で友人を多数亡くす。12歳ころより水彩画を描きはじめ、14歳で岐阜市尋常中学校に進学する。

### 青年時代
17歳で上京し、芝公園内にある私立校正則尋常中学に転校するが、絵描きになりたいことを父に告げたところ、「慶応義塾に一学期真面目に通ったら、好きなことをしてもよい」と言われたため、1897年（明治30年）に慶應義塾普通科（慶應義塾普通部）に編入し、1学期間だけ通って中退する。
1898年（明治31年）、共立美術学館入学。1899年（明治32年） 召集、徴兵検査で乙種合格（前歯が7本抜けていたため甲種では不合格。日露戦争では徴兵されなかった）。
1900年（明治33年）、東京美術学校に入学。同級生に青木繁、山下新太郎らがいる。山梨県や東北地方を巡るスケッチ旅行をする。
1905年（明治38年）から1906年（明治39年）にかけて樺太調査隊に参加しスケッチを行う。
1909年（明治42年）自画像『蝋燭』は、闇の中から世界を見つめる若き画家の不安を描き、第三回文展で入賞した。
1913年（大正2年）頃、実家へ戻り林業などの日雇い労働の職につく。この時期作品は「馬」他3点のみ。
1915年（大正4年）再び上京。第2回二科展に「女」出展。後に軍の圧力で二科展が解散されるまで毎年作品を出品する。
1922年（大正11年）42歳で18歳下の大江秀子（1898-1984）と結婚。秀子は和歌山県日置郡南部町の生まれ。大江家は近在きっての豪商で、山林地主だった。大正9年に遠縁の美大生、原愛造と結婚している。原愛造との婚約時代に、熊谷守一と音楽グループを通して知り合い、守一は秀子をモデルに『某婦人像』を描き二科展に出品。大江秀子が24歳のときに原愛造と離婚。守一と秀子の間に5人の子供、長男・黄、次男の陽(1925～28、肺炎で3歳で死亡）、長女の萬(1924～47、肺結核で23歳で死亡）、次女の榧は画家・日本山岳画協会会員、三女の茜（1930〜1932、病死）を設けたが、熊谷は絵が描けず貧乏が続き「妻からは何べんも『絵を描いてください』と言われた。（中略）周りの人からもいろいろ責め立てられた」と後に述べている。当時は日々の食事にも事欠くありさまで、次男の陽が肺炎に罹ったときも医者にみせることができず死なせてしまった。陽の亡骸を熊谷は絵に描いている（『陽の死んだ日』1928年（昭和3年））。熊谷は描いた後で、これでは人間ではない、鬼だと気づき愕然としたという。
1929年（昭和4年）二科会の番衆技塾開設に際し参加。後進の指導に当たった。

### 池袋時代

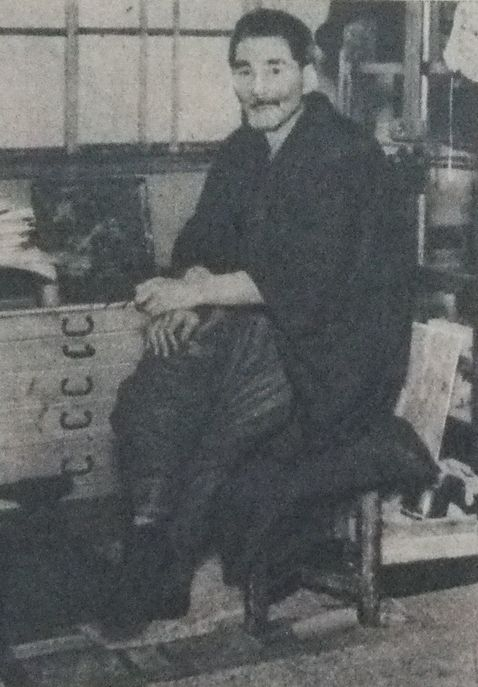
1951年

1932年（昭和7年）後々池袋モンパルナスと称される地域の近く（現在の豊島区千早）に80坪に満たない土地を借り、家を建てる。
1938年（昭和13年）同じ二科会会員の濱田葆光のつよい薦めで墨絵（日本画(毛筆画)）を描き、この年に濱田葆光の助けで大阪と奈良と名古屋で相次いで個展が開かれる。熊谷守一の最初の個展は、意外にも墨絵（日本画(毛筆画)）であった。
1947年（昭和22年） 二紀会創立に参加。
1951年（昭和26年） 二紀会退会。無所属作家となる。

### 晩年
1956年（昭和31年）76歳　軽い脳卒中で倒れる。以降、長い時間立っていると眩暈がすると写生旅行を断念し遠出を控えた。晩年20年間は、30坪もない鬱蒼とした自宅の庭で、自然観察を楽しむ日々を送る。（熊谷守一自身が「約30年間 家から出ていない」などの言葉を残しているが、実際はこの脳卒中以降というのが正しい。また、庭についても自身が「50坪足らずの庭」と言葉を残しているが実際はずっと狭かった。）
1967年（昭和42年）87歳　「これ以上人が来てくれては困る」と文化勲章の内示を辞退した。また1972年（昭和47年）の勲三等叙勲も辞退した。1976年 郷里の岐阜県恵那郡付知町に熊谷守一記念館が設立される。
1977年（昭和52年）8月1日、老衰と肺炎のため97歳で没した。墓所は多磨霊園。

### 没後
1985年に次女で画家の榧（かや）が守一の旧居を解体して、跡地に「熊谷守一美術館」を創設し、館長となる（2007年に豊島区に寄贈し区立の美術館となる）。2004年には長男・黄（こう）が『熊谷守一の猫』の画文集を刊行し、守一の絵画、日記、スケッチ帳などを岐阜県に寄贈。2015年に中津川市に「熊谷守一つけち記念館」が設立される。

## 作風
写実画から出発し、表現主義的な画風を挟み、やがて洋画の世界で「熊谷様式」ともいわれる独特な様式-極端なまでに単純化された形、それらを囲む輪郭線、平面的な画面の構成をもった抽象度の高い具象画スタイル-を確立した。轢死体を目にしたことをきっかけに、人の死や重い題材も扱った。生活苦の中で5人の子をもうけたが、赤貧から3人の子を失った。
4歳で死んだ息子・陽（よう）が自宅の布団の上で息絶えた姿を荒々しい筆遣いで描いたもの（「陽の死んだ日」1928年/大原美術館）、結核を患い2年も寝込んでいた長女・萬（まん）の病床の顔を描いた作品、その萬が21歳の誕生日を迎えてすぐ亡くなり野辺の送りの帰りを描いた作品（「ヤキバノカエリ」1948-55年/岐阜県美術館）、仏壇に当時は高価であったタマゴをお供えした様子（「仏前」1948年/豊島区立熊谷守一美術館 寄託作品(個人蔵)）なども絵に残している。子煩悩で大変に子供をかわいがった。
自然や裸婦、身近な小動物や花など生命のあるものを描いた画家で、洋画だけでなく日本画も好んで描き、書・墨絵も多数残した。墨の濃淡を楽しみながら自由に描かれた墨絵、生命あるものを絵でなく「書」で表現したとも評された書、また、頼まれれば皿に絵付けなどもした。摺師との仕事を楽しんで制作した木版画も残されている。
熊谷は、昭和46年6月14日〜7月12日まで連載された日本経済新聞の私の履歴書において（現在は『へたも絵のうち』と題され平凡社ライブラリーより文庫化されている）「二科の研究所の書生さんに「どうしたらいい絵がかけるか」と聞かれたときなど、私は「自分を生かす自然な絵をかけばいい」と答えていました。下品な人は下品な絵をかきなさい、ばかな人はばかな絵をかきなさい、下手な人は下手な絵をかきなさい、と、そういっていました。」「結局、絵などは自分を出して自分を生かすしかないのだと思います。自分にないものを、無理になんとかしようとしても、ロクなことにはなりません。だから、私はよく二科の仲間に、下手な絵も認めよといっていました。」と言っている。
晩年は自宅からほとんど出ることがなく、夜はアトリエで数時間絵を描き、昼間はもっぱら自宅の庭で過ごした。熊谷にとっての庭は小宇宙であり、日々、地に寝転がり空をみつめ、その中で見える動植物の形態や生態に関心をもった。晩年の作品は、庭にやってきた鳥や昆虫、猫や庭に咲いていた花など、身近なものがモチーフとなっている。（現在庭は残っていない。旧居跡地には1985年に熊谷守一美術館が建てられた。）
熊谷様式とされる下絵デッサン（線）が塗り残された作品で、山々や海・風景が描かれたものについては、若い頃のスケッチブックを広げて油絵にしていた。同じ下絵で描かれた作品も多く、構図の違いや色使いを変えたりと熊谷自身が楽しみながら描かれたであろう作品が展開される。線と面で区切られた小さな4号サイズの板には 作品を見るものに【昆虫の目】を持たせてくれる。
面と線だけで構成された独特な画風による作品は、現在も高い評価を得ている。

## 趣味
自らチェロやヴァイオリンや三味線を奏でる音楽愛好家。作曲家の信時潔とは30代からの友人で、後に信時の娘と熊谷の息子が結婚するほど親しい間柄だった。一頃は絵を描くことをせず信時の資料を元に音の周波数の計算に熱中していた。

## 美術館
- 木村定三コレクション

愛知県の資産家・木村定三が熊谷守一の作品に惚れ、買取の個展を開くなどし、熊谷の名は晩年にかけて広く日本の画壇に名を知られるようになった。木村定三が集めた熊谷のコレクションは100点を越え、その全てが現在は愛知県美術館に所蔵されている。
- 村山コレクション

天童市美術館村山祐太郎記念熊谷守一展示室に所蔵。
- 熊谷守一つけち記念館 - 生まれ故郷に設立された記念館。
- 豊島区立熊谷守一美術館 - 1985年に自宅を建て替え私設美術館として開館。次女・熊谷榧が館長を務める。2007年11月6日より豊島区立となる。

## 代表作
- 『蝋燭』 1909年（明治42年）60.0×50.5cm、岐阜県美術館
- 『陽の死んだ日』 1928年（昭和3年）大原美術館蔵

- 『裸婦』 1930年（昭和5年）頃　東京藝術大学大学美術館

- 『裸婦』 1940年（昭和15年）65.2×53.0cm、徳島県立近代美術館
- 『ヤキバノカエリ』 1948年（昭和23年） - 1956年（昭和31年）50.0×60.5cm、岐阜県美術館蔵

- 『伸餅』1949年（昭和24年）愛知県美術館木村定三コレクション

- 『種蒔』 1953年（昭和28年）40.0×30.0cm、福島県所蔵
- 『土饅頭』 1954年（昭和29年）31.6×40.9cm　愛知県美術館木村定三コレクション

- 『化粧』 1956年（昭和31年）43.0×35.0cm　京都国立近代美術館

- 『白猫』 1959年（昭和34年）豊島区立熊谷守一美術館
- 『雨滴』1961年（昭和36年）愛知県美術館木村定三コレクション
- 『猫』 1963年（昭和38年）41.0×32.0cm　愛知県美術館木村定三コレクション

- 『岩殿山』 1965年（昭和40年）65.5×81.0cm 京都国立近代美術館
- 『兎』 1965年（昭和40年）35.3×49.5cm、天童市美術館

- 『泉』 1969年（昭和44年）熊谷守一つけち記念館

- 『芍薬』 1973年（昭和48年）33.4×24.3cm、和泉市久保惣記念美術館
- 『アゲ羽蝶』1976年（昭和51年）豊島区立熊谷守一美術館

## 著作と回想
- 『へたも絵のうち』1971年。随筆集（日本経済新聞の「私の履歴書」に掲載）、平凡社ライブラリー・日経ビジネス人文庫で再刊
- 『蒼蠅』求龍堂、1976年、新版2014年ほか、。随筆集
- 『ひとりたのしむ　熊谷守一画文集』求龍堂、1997年
- 『熊谷守一　わたしはわたし』求龍堂、2020年。各・熊谷榧編の新版
- 熊谷榧『モリはモリ、カヤはカヤ　父・熊谷守一と私』新日本出版社、1990年、白山書房、2013年
- 向井加寿枝『赤い線それは空間　思い出の熊谷守一』岐阜新聞社、1996年

## 関連図書
- 『熊谷守一油彩画全作品集』求龍堂、2004年。解説：熊谷榧、陰里鐵郎、古川秀昭、島田康寛、池田良平、福井淳子
- 『熊谷守一生前全版画集』池田良平編、岐阜新聞社、2007年
- 『別冊太陽　熊谷守一　目に見えないものを』平凡社、2005年
- 大川公一『無欲越え　熊谷守一評伝』求龍堂、2009年
- 田村祥蔵『仙人と呼ばれた男　画家・熊谷守一の生涯』中央公論新社、2017年
- 福井淳子『いのちへのまなざし　熊谷守一評伝』求龍堂、2018年
- 古川秀昭『熊谷守一　気ままに絵のみち』ミネルヴァ書房・ミネルヴァ日本評伝選、2019年
- 熊谷 守一 絵 / ぱくきょんみ 文『はじまるよ』福音館書店、2019年
熊谷守一の絵から子供向けのモチーフを選び、詩人のぱくきょんみが言葉をつけた絵本。

## 演じた俳優
- 山﨑努 ‐『モリのいる場所』(2018年、日活)